# Powiat Kołobrzeski

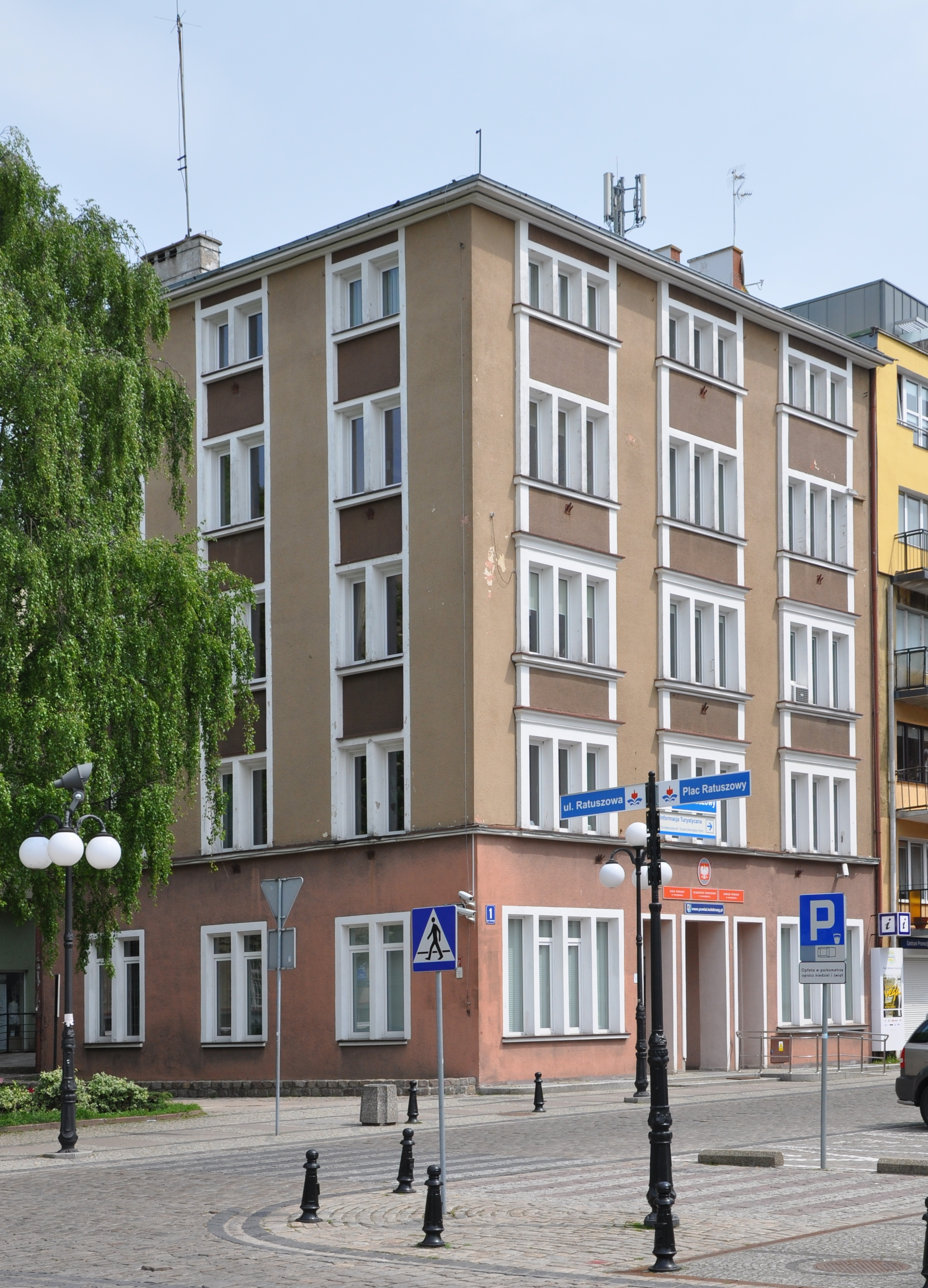
Das Amt des Landrates in Kołobrzeg

Der Powiat Kołobrzeski ist ein Powiat (Landkreis) im Nordosten der polnischen Woiwodschaft Westpommern.

## Städte und Gemeinden

Verwaltungseinteilung des Powiat Kołobrzeski

Der Powiat Kołobrzeski umfasst insgesamt sieben Gemeinden:
Stadtgemeinde:
- Kołobrzeg (Kolberg)

Stadt- und Landgemeinde:
- Gmina Gościno (Groß Jestin)

Landgemeinden:
- Gmina Dygowo (Degow)
- Gmina Kołobrzeg (Kolberg)
- Gmina Rymań (Roman)
- Gmina Siemyśl (Simötzel)
- Gmina Ustronie Morskie (Henkenhagen)

## Nachbarlandkreise
|                             | Ostsee                                      |                             |
| Powiat Gryficki Greifenberg | Kompassrose, die auf Nachbargemeinden zeigt | Powiat Koszaliński Köslin   |
| Powiat Łobeski Labes        | Powiat Świdwiński Schivelbein               | Powiat Białogardzki Belgard |